# Beatriu della Scala
Beatriu della Scala, coneguda amb el nom de Beatriu Reina della Scala, (Verona 1331 - Sant'Angelo Lodigiano, Senyoriu de Milà 1384) fou una noble italiana provinent de la família Della Scala. Va ser actiua com a conseller del seu espòs.

## Orígens familiars
Va néixer el 1331 a la ciutat de Verona, filla de Mastino II della Scala i Taddea de Carrara. Fou neta per línia paterna d'Alboí I della Scala i Caterina Visconti, i per línia materna de Jacob I de Pàdua i Elisabetta Gradenigo. Fou germana d'Albert II, Mastino II i Cangrande I della Scala. A Milà va fer construir l'església Santa Maria della Scala, que al segle xviii va ser enderrocat per construir-hi el famós teatre della Scala.

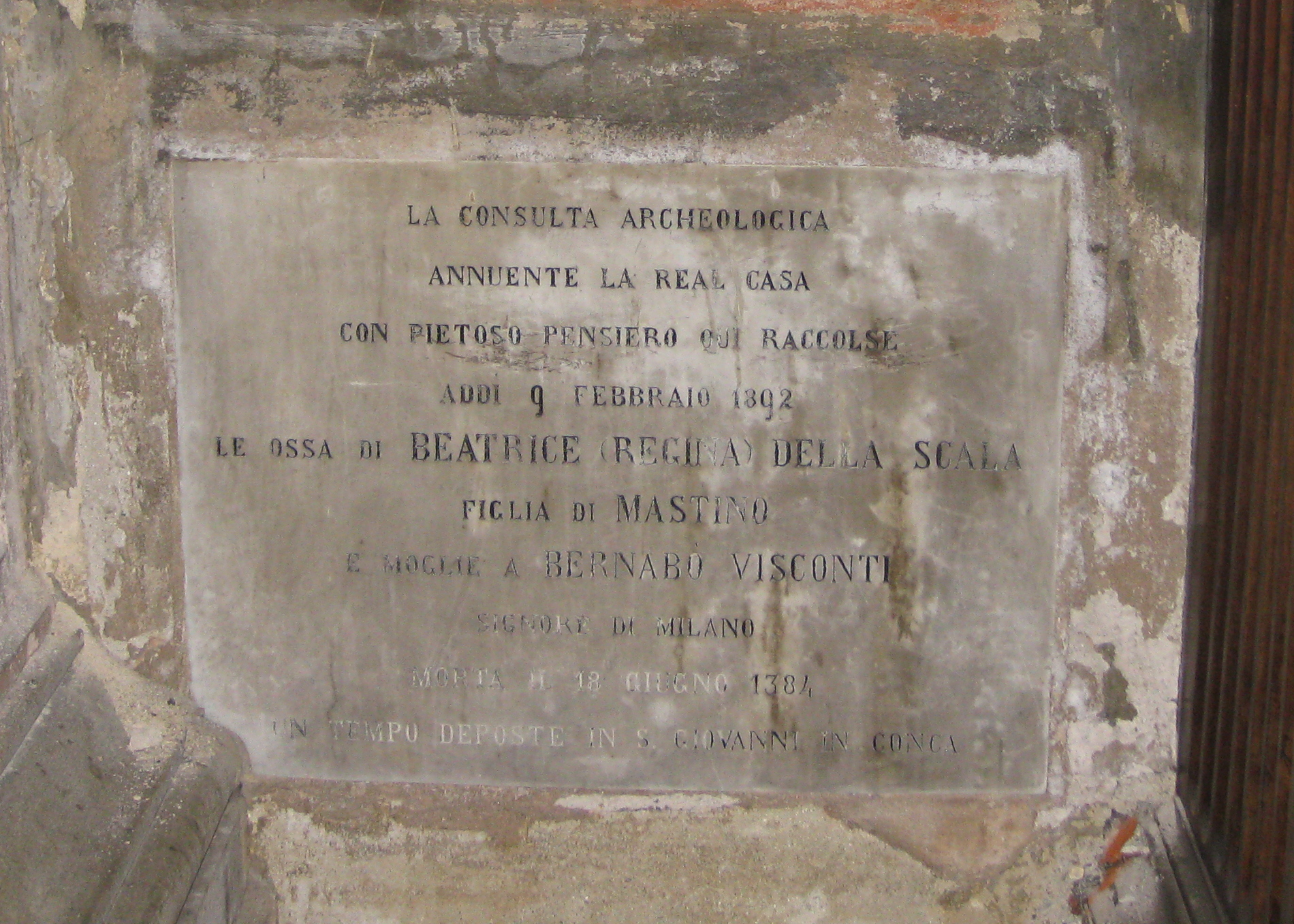
Làpide a l'església de Sant Alexandre

Va morir a Sant'Angelo Lodigiano el 18 de maig de 1384 i va ser sebollida a l'església de Sant Alexande in Zebedia a Milà.

## Núpcies i descendents
Es casà el 27 de setembre de 1350 amb el senyor Bernabé Visconti. Van tenir entre quinze i disset fills.
- Taddea (1351-1381), casada el 1364 amb Esteve III de Baviera
- Viridis (1352-1414), casada el 1365 amb Leopold III d'Habsburg
- Marc (1353-1382), senyor de Parma
- Ludovic (?-1404), senyor de Parma
- Carles (1359-1403), senyor de Parma
- Antonia (1360-1405), casada el 1380 amb Eberard III de Württemberg
- Caterina (1360-1404), casada el 1380 amb el seu cosí Joan Galeàs Visconti
- Velentina (1361-1393), casada el 1378 amb Pere II de Lusignan
- Agnès (1362-1391), casada el 1380 amb Francesc I Gonzaga
- Magdalena (1366-1404), casada el 1381 amb Frederic de Baviera-Landshut
- Gianmastino (1370-1405), senyor de Bèrgam
- Llúcia (1372-1424), casada el 1407 amb Edmund de Kent
- Elisabet (1374-1432), casada el 1395 amb Ernest I de Baviera-Munic
- Anglèsia (?-1439), casada el 1400 amb Joan II de Lusignan